# 普拉特鎮區 (明尼蘇達州莫里森縣)
普拉特鎮區（英語：Platte Township）是位於美國明尼蘇達州莫里森縣的一個行政鎮區。

## 歷史
普拉特鎮區於1899年設立，得名自附近同名的河。

## 地方資料
普拉特鎮區的面積為92.63平方千米，當中陸地面積為92.52平方千米，而水域面積為0.11平方千米。根據2020年美國人口普查的數據，當地共有人口354人，而人口密度為每平方千米3.82人。